# Birinci Yeniyol
Birinci Yeniyol è un comune dell'Azerbaigian situato nel distretto di İsmayıllı. Conta una popolazione di 553 abitanti.